# Kamienica przy al. „Solidarności” 93 w Warszawie
Kamienica przy al. Solidarności 93 – zabytkowy budynek powstały w 1910 roku, z inicjatywy Michał Roga. Obecnie znajduje się w nim Teatr Kamienica, którego właścicielem był polski aktor Emilian Kamiński.

## Historia
W 1910 roku powstała kamienica przy ul. Leszno 13 (teraz al. Solidarności 93). Jej posiadaczem był Michał Róg, Żyd, który dzięki szyciu uprzęży i produkcji skór do pistoletów wzbogacił się na wojnie carskiej. Plac kupił od jednego z warszawskich zegarmistrzów. Przegrywając zakład na wyścigach konnych na Służewcu, stracił kamienicę. Po tym zdarzeniu budynek stał się własnością Skarbu Państwa. 
W okresie istnienia getta warszawskiego w latach 1940–1942 w kamienicy mieścił się Urząd do Walki z Lichwą i Spekulacją.
Kamienica jako jedna z nielicznych przetrwała obie wojny światowe w bardzo dobrym stanie. Do dzisiejszych czasów zachowały się pamiątki pochodzące z tamtego okresu. W jednej z sal Teatru Kamienica zachował się otwór, w którym przechowywano żydowskie narzędzia liturgiczne (np. menorę). W tym samym pomieszczeniu znajduje się wnęka, gdzie przed hitlerowcami ukrywała się czteroosobowa rodzina żydowska.

## Architektura
Kamienica zbudowana jest w stylu secesji geometrycznej. Na murach budynku znajdują się szaro-niebieskie kwadraty, które wyznaczają połowę wysokości. Po II wojnie rozebrane zostało V piętro budynku. Wraz z nim zniknęły terakotowe kafelki pod zwieńczeniem oraz portal i ozdobna fasada budynku. W jednej z części kamienicy ulokowana była szkoła krawiecka (zwana Hedep). W piwnicy oraz przy bramie teatru znajdują się kafelki marki Villeroy & Boch pochodzące z 1910 roku. Ważnym elementem są także ozdobniki w postaci kamiennych karłów, które pełniły funkcje odbojników, mających zatrzymać dorożki przed wjazdem na podwórko kamienicy. Pozostał tylko jeden oryginalny posąg umieszczony w prawym, dolnym rogu bramy. Pozostałe trzy figury są rekonstrukcjami pierwowzoru. Haki umocowane na zewnętrznej stronie budynku służyły do zawieszania baldachimu podczas żydowskiego święta namiotów Sukkot.

## Współczesność
Około 2000 roku Emilian Kamiński postanowił założyć swój własny teatr. Myślą przewodnią było stworzenie miejsca przywołującego wspomnienia starej, pięknej Warszawy. Szukając idealnego miejsca na ulokowanie teatru, natknął się na kamienicę przy al. Solidarności 93. Atmosfera, a także bogata historia budynku, skłoniła aktora do umieszczenia przyszłego ośrodka kultury i sztuki w tym miejscu. Przez siedem lat zbierane były fundusze i materiały potrzebne do zrealizowanie planów. 27 marca 2009 roku w czasie Międzynarodowego Dnia Teatru oraz w setną rocznicę wybudowania kamienicy odbyło się uroczyste otwarcie Teatru „Kamienica”. Nazwiska osób, które przyczyniły się do zrealizowania projektu, zostały umieszczone na pamiątkowej tablicy znajdującej się na dziedzińcu kamienicy.
Teatr składa się z:
1. Sceny „Oficyna” – na ponad 300 miejsc (kiedyś na jej miejscu znajdowała się fabryka)
2. Sceny „Parter” – liczy ponad 100 miejsc (tu wnęka z narzędziami liturgicznymi)
3. „Piwnicy Warsza” (scena kabaretowa) – ok. 80 miejsc. W czasie II wojny światowej znajdowała się tu katownia, gdzie Niemcy dokonywali zbrodni na Żydach. Zachowały się oryginalne stuletnie kafelki Villeroy & Boch.)
4. restauracji (dawniej ulokowana tam była słynna kawiarnia „Pod fontanną”, niegdyś miejsce spotkań ważnych osobistości[potrzebny przypis].

Niektóre spektakle uwzględnione w repertuarze teatru nawiązują do historii Warszawy z czasów międzywojnia.

## Zdjęcia elementów architektonicznych

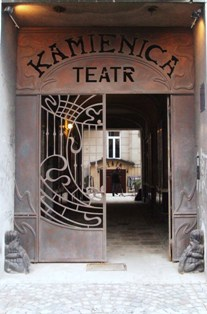
Wejście do kamienicy
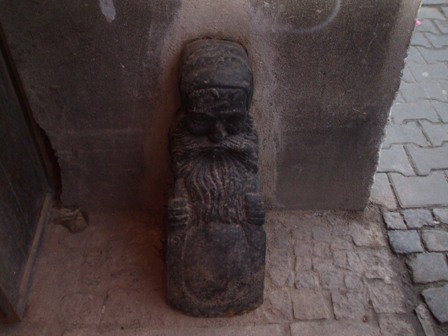
Posąg karła
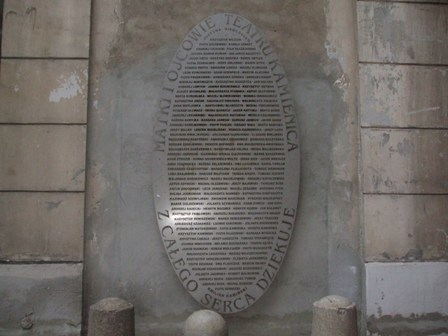
Pamiątkowa tablica